# Foro Liberal
O Foro Liberal (Liberales Forum) (LIF) é um partido político liberal na Áustria. O partido foi fundado em 1993 por Heide Schmidt. O Foro Liberal é uma separação do Partido da Liberdade da Áustria.
A líder do partido é Angelika Mlinar.
Nas Eleições legislativas austríacas de 2008 o partido recebeu 102.249 votos. Mas o partido não ganhou nenhum assento no parlamento. Os liberais perderam seu lugar no Nationalrat.
Em 2009 o partido perdeu também o seu assento no Parlamento Europeu.

## Líderes do Foro
- 1993 - 2000: Heide Schmidt
- 2000: Christian Köck
- 2000 - 2001: Friedhelm Frischenschlager
- 2001 - 2008: Alexander Zach
- 2008: Heide Schmidt
- 2008 - 2009: Werner Becher
- 2009 - hoje: Angelika Mlinar

## Resultados eleitorais

### Eleições legislativas
| Data | Votos   | %        | Deputados | +/- | Status            | Notas                                  |
| ---- | ------- | -------- | --------- | --- | ----------------- | -------------------------------------- |
| 1994 | 276 580 | 6,0 (#5) | 11 / 183  |     | Oposição          |                                        |
| 1995 | 267 026 | 5,5 (#4) | 10 / 183  | 1   | Oposição          |                                        |
| 1999 | 168 612 | 3,6 (#5) | 0 / 183   | 10  | Extra-parlamentar |                                        |
| 2002 | 48 083  | 1,0 (#5) | 0 / 183   | =   | Extra-parlamentar |                                        |
| 2006 | N/D     | N/D      | 1 / 183   | 1   | Governo           | nas listas do Partido Social-Democrata |
| 2008 | 102 249 | 2,1 (#6) | 0 / 183   | 1   | Extra-parlamentar |                                        |

### Eleições europeias
| Data | Votos         | %             | Deputados     | +/-           |
| ---- | ------------- | ------------- | ------------- | ------------- |
| 1996 | 161 583       | 4,3 (#5)      | 1 / 21        |               |
| 1999 | 74 467        | 2,7 (#5)      | 0 / 21        | 1             |
| 2004 | Não concorreu | Não concorreu | Não concorreu | Não concorreu |